# Synagoga Arona Kona w Łodzi (ul. Wschodnia 10)
Synagoga Arona Kona w Łodzi – prywatny dom modlitwy znajdujący się w Łodzi przy ulicy Wschodniej 10.
Synagoga została zbudowana w 1876 roku z inicjatywy Arona Kona. Podczas II wojny światowej hitlerowcy zdewastowali synagogę.